# Heteropsomys insulans
Heteropsomys insulans is een uitgestorven zoogdier uit de familie van de stekelratten (Echimyidae). De wetenschappelijke naam van de soort werd voor het eerst geldig gepubliceerd door Anthony in 1916.

## Voorkomen
De soort kwam voor in Puerto Rico.